# Deothang
Deothang – miasto w południowo-wschodnim Bhutanie, w dystrykcie Samdrup Jongkhar

## Opis miasta
Miasto położone jest na wysokości 870 m n.p.m., w odległości 18 kilometrów od Dzongkhag. Miasto zamieszkuje 3091 ludzi. 